# Sure to Fall (in Love with You)
Sure to Fall (in Love with You) är en singel av den amerikanska rockabilly- och rock & rollsångaren Carl Perkins, utgiven 1957. Sången spelades in i december 1955 vid Sun Studio i Memphis, Tennessee, och var tänkt som en uppföljare till singeln "Blue Suede Shoes", men gavs inte ut. Singeln släpptes istället 1957 på Carl Perkins debutalbum Dance Album of Carl Perkins med sången "Tennessee" som B-sida.

## Coverversioner

### The Beatles
The Beatles spelade in sin första coverversion av "Sure to Fall (in Love with You)" vid gruppens audition för det brittiska skivbolaget Decca den 1 januari 1962 i London. Gruppen skulle senare spela in totalt fyra versioner av sången för BBC:s olika radioprogram, med den första inspelad den 1 juni 1963 för programmet Pop Go the Beatles som senare gavs ut på live- och samlingsalbumet Live at the BBC. Den 3 september samma år spelade The Beatles återigen sången för BBC, som senare släpptes på albumet On Air – Live at the BBC Volume 2.

#### Medverkande
- Paul McCartney – sång, basgitarr
- John Lennon – bakgrundssång, kompgitarr
- George Harrison – sologitarr
- Ringo Starr – trummor

Medverkande enligt webbplatsen The Beatles Bible.

### Ringo Starr
Ringo Starr spelade in en ny version av sången för hans åttonde studioalbum Stop and Smell the Roses, släppt 1981. På Starrs version medverkar även Paul McCartney som basgitarrist, pianist och producent, och även Linda McCartney som bakgrundssångare. Sången finns även med på samlingsalbumet Starr Struck: Best of Ringo Starr, Vol. 2.